# إدر باتشيكو
إدر باتشيكو هو لاعب كرة قدم برازيلي، ولد في 23 يوليو 1977 في Dois Vizinhos ‏ في البرازيل. لعب مع تيبورونيس روخوس دي فيراكروز وكلوب ليون ونادي بويبلا.

## وصلات خارجية
- إدر باتشيكو على موقع قاعدة بيانات كرة القدم.إي يو (الإنجليزية)